# 訃報 1995年2月
訃報 1995年2月（ふほう 1995ねん2がつ）では、1995年（平成7年）2月中に物故した、又は物故が報じられた人物についてまとめる。

## （1日 - 14日）

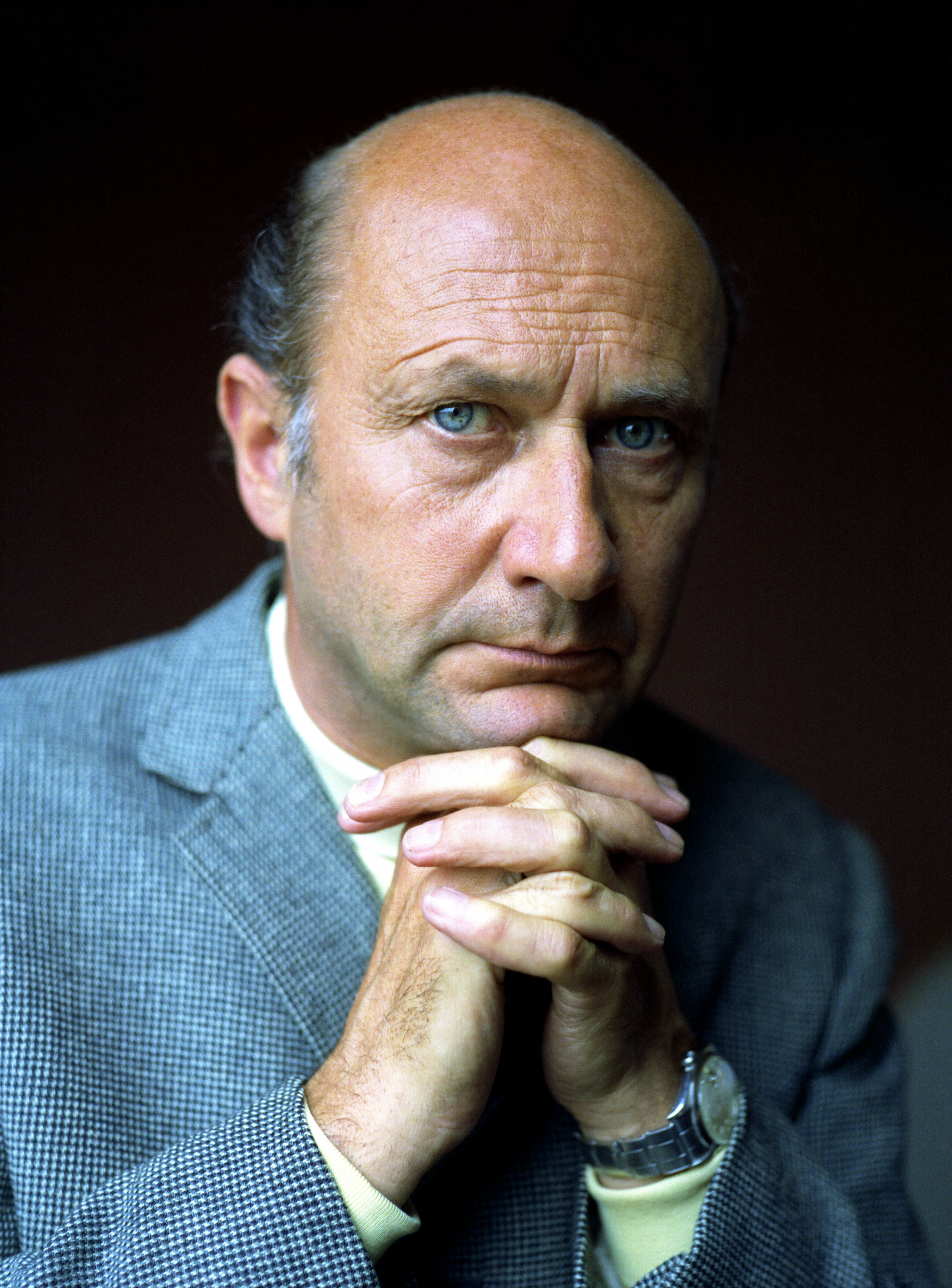
ドナルド・プレザンス / 2月2日没

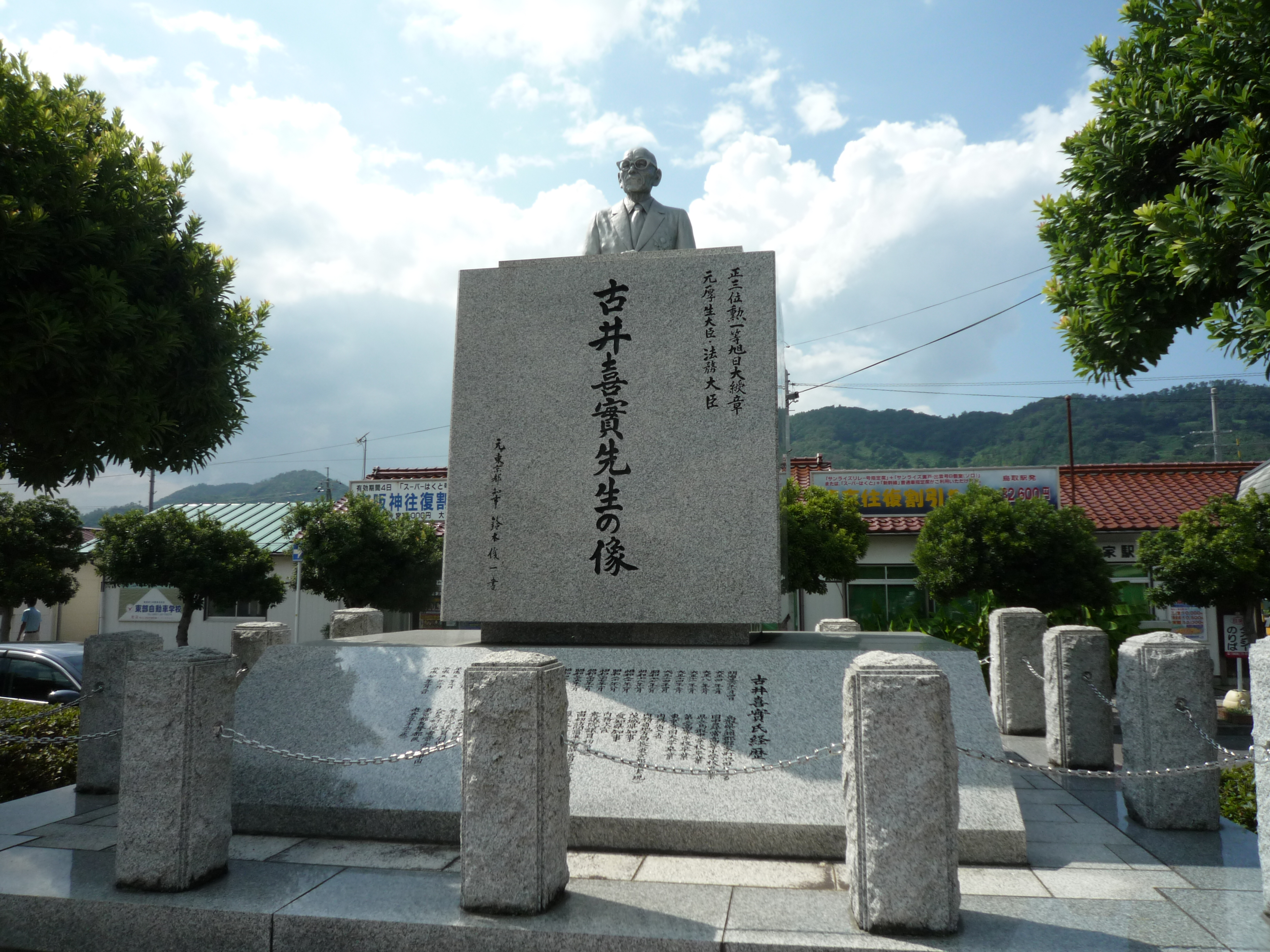
古井喜実 / 2月3日没

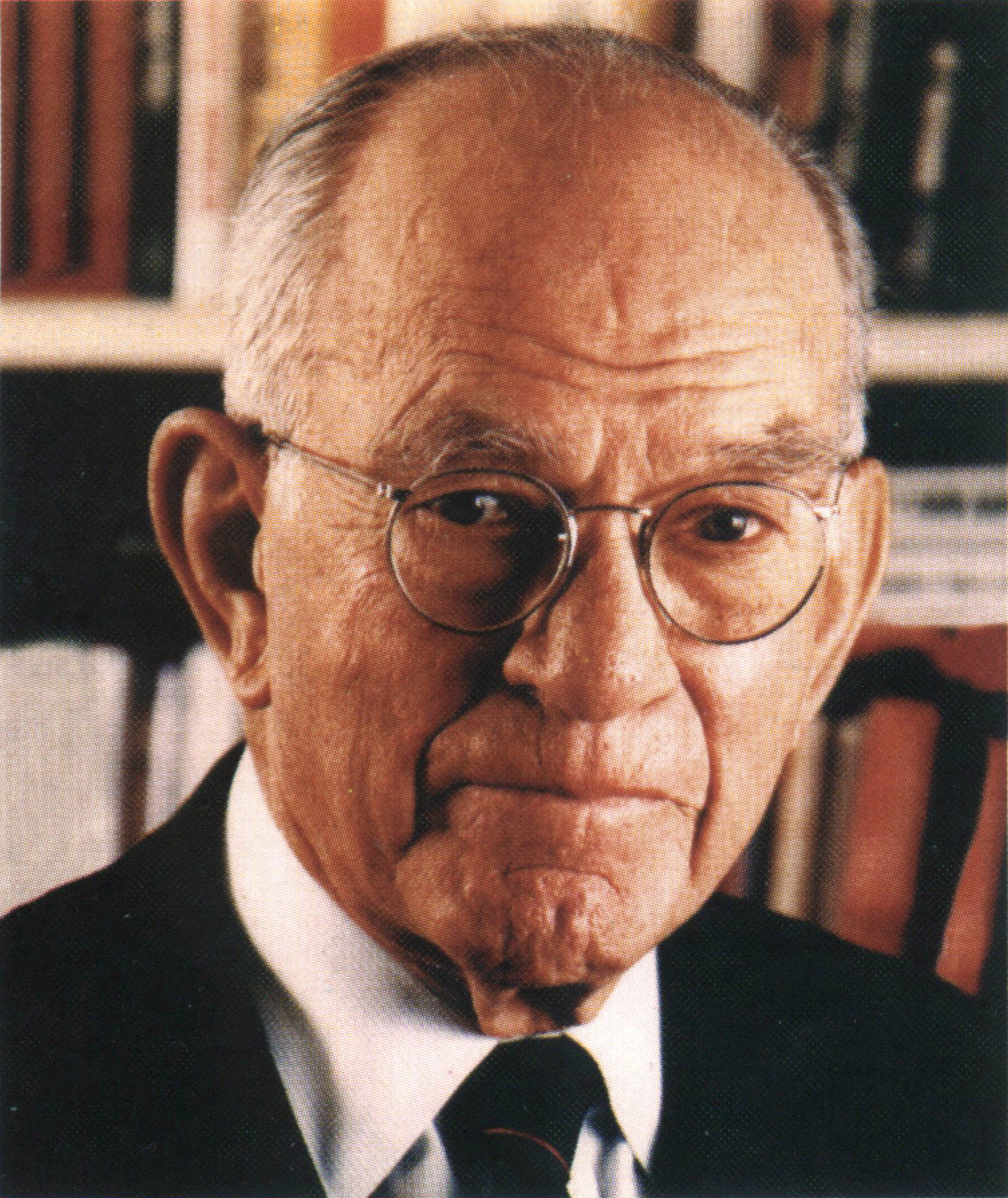
J・ウィリアム・フルブライト / 2月9日没

- 2月1日 - 山崎武昭、プロ野球選手（* 1941年）
- 2月2日 - ドナルド・プレザンス、俳優（* 1919年）
- 2月2日 - 谷川雁、詩人・評論家（* 1923年）
- 2月3日 - 古井喜実、元厚生大臣・法務大臣（* 1903年）
- 2月3日 - 北村暢、元参議院議員（* 1915年）
- 2月9日 - J・ウィリアム・フルブライト、アメリカ合衆国の政治家・フルブライト奨学金の創設者（* 1905年）

## （15日 - 28日）

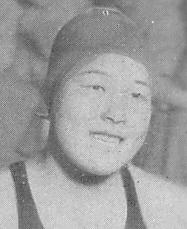
前畑秀子 / 2月24日没

- 2月16日 - 植上健治、元プロ野球選手（* 1955年）
- 2月21日 - 麻生良方、元衆議院議員（* 1923年）
- 2月21日 - ロバート・ボルト、劇作家・脚本家（* 1924年）
- 2月24日 - 前畑秀子、水泳選手（* 1914年）
- 2月24日 - 北城真記子、女優（* 1918年）
- 2月24日 - 神代辰巳、映画監督（* 1927年）
- 2月25日 - 呉振宇、元・朝鮮民主主義人民共和国人民武力部長（国防大臣）（* 1917年）
- 2月25日 - 城達也、声優（* 1931年）
- 2月28日 - 加瀬完、元参議院副議長（* 1910年）
- 2月28日 - 籏野義文、アニメ作品のプロデューサー（* 1936年）
- 2月28日 - 林春生、作詞家、テレビプロデューサー（* 1937年）